# Лысенко, Яков Иванович
Яков Иванович Лысенко (укр. Яків Іванович Лисенко; 1906, с. Шпола, Шполянская волость, Звенигородский уезд, Киевская губерния, Российская империя — 17 июля 1963, Ивано-Франковск, Ивано-Франковская область, Украинская ССР, СССР) — советский украинский государственный и партийный деятель. Первый секретарь Станиславского / Ивано-Франковского обкома КП Украины (1959—1963).

## Биография
Родился в семье рабочего. С 1919 года работал рабочим на железной дороге, инструктором районного отдела связи.
Член ВКП(б) с 1930 года. В 1953 г. окончил Высшую партийную школу при ЦК КП(б) Украины.
- 1931—1934 гг. — председатель колхоза Шполянского района Киевской области,
- 1934—1936 гг. — студент Киевского коммунистического вуза,
- 1936—1937 гг. — директор машинно-тракторной станции Киевской области,
- 1937—1939 гг. — первый секретарь Макаровского районного комитета КП(б) Украины Киевской области,
- 1939—1941 гг. — ответственный организатор отдела руководящих партийных органов ЦК ВКП(б); заведующий отделом торговых кадров Управления кадров ЦК ВКП(б),
- 1941—1943 гг. — заместитель народного комиссара торговли РСФСР,
- 1943—1945 гг. — заместитель заведующего отдела кадров Киевского областного комитета КП(б) Украины,
- 1945—1949 гг. — секретарь Харьковского областного комитета КП(б) Украины по кадрам.
- 1952—1959 гг. — второй секретарь Станиславского областного комитета КП(б)—КП Украины.
- 1959—1963 гг. — первый секретарь Станиславского—Ивано-Франковского областного комитета КП(б)—КП Украины.

Депутат Верховного Совета СССР 6-го созыва. Депутат Верховного Совета УССР 4-5-го созывов. Член ЦК КПУ (1960—1963).

## Награды
- орден Ленина
- орден Трудового Красного Знамени (23.01.1948)
- три медали